# Gevlekte bronskoekoek
De gevlekte bronskoekoek (Chrysococcyx maculatus) is een vogel uit de familie Cuculidae (koekoeken).

## Verspreiding en leefgebied
Deze soort komt voor van India tot zuidelijk China, Zuidoost-Azië, Sumatra, de Andamanen en Nicobaren.